# BGH Edelstahl Freital

Firmenstempel des VEB Edelstahlwerk 8. Mai 1945 Freital im VEB Rohrkombinat

BGH Edelstahl Freital ist ein in der Stahl- und Montanindustrie tätiges Unternehmen mit Sitz in Freital (Landkreis Sächsische Schweiz-Osterzgebirge, Sachsen). Es ist ein Tochterunternehmen der BGH-Holding (Boschgotthardshütte), die ursprünglich aus der nordrhein-westfälischen Großstadt Siegen stammt und nun ihren Hauptsitz in Freital hat. Im Jahr 2011 waren 607 Mitarbeiter im Unternehmen beschäftigt. Geschäftsführer sind Gunnar Kohlschein. Frank Hippenstiel, Marc-André Müller.
Das Werksgelände erstreckt sich auf einer Fläche von 3,6 Kilometer mal 600 Meter zwischen den Stadtteilen Deuben und Hainsberg. Der Holding gehören neben dem Freitaler Standort auch die BGH-Werke in Siegen, Lugau, Lippendorf, Kattowitz, Elbląg, Lublin (alle drei in Polen) sowie Isernhagen und Leuth.

## Geschichte

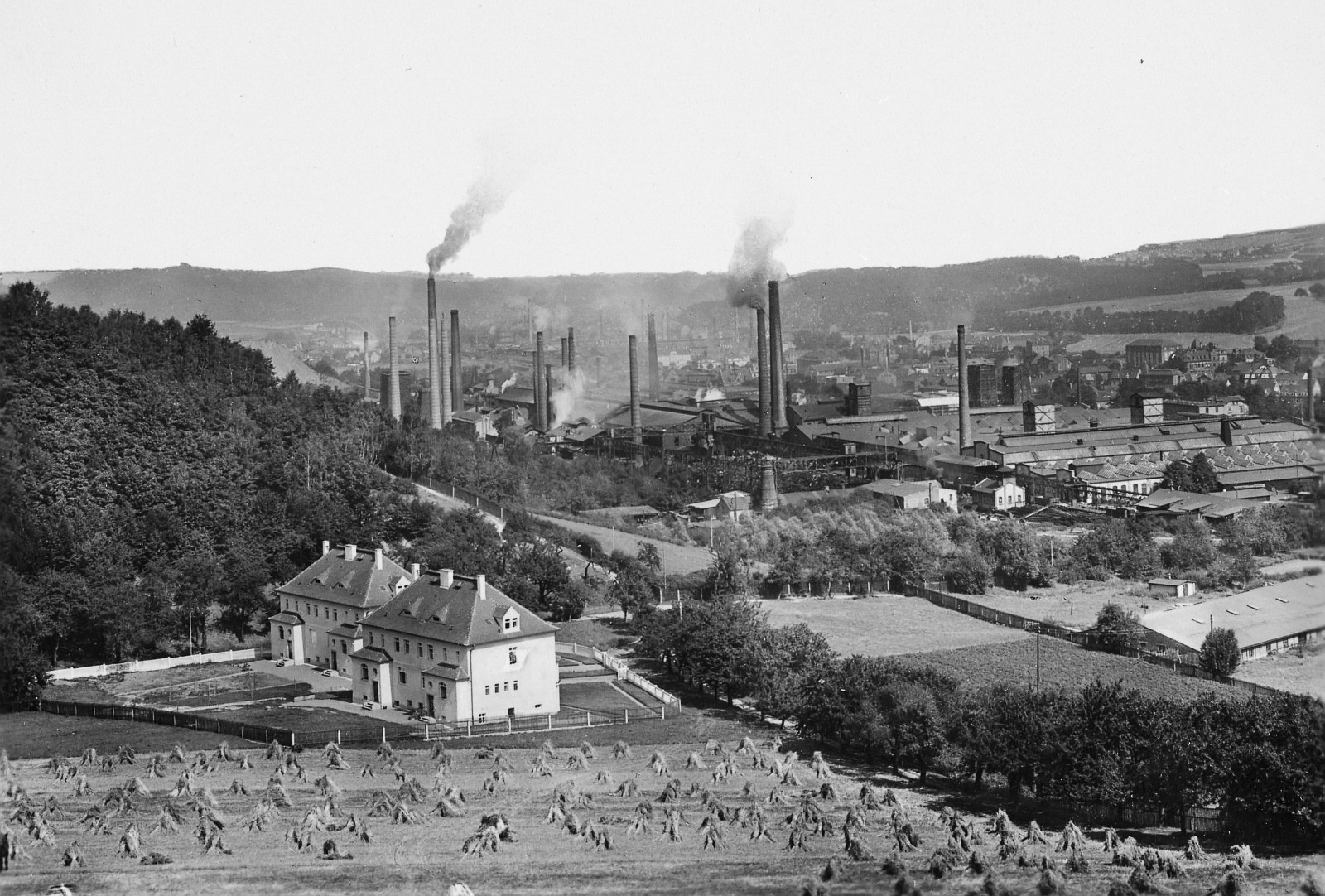
Gussstahlwerk Döhlen um 1925

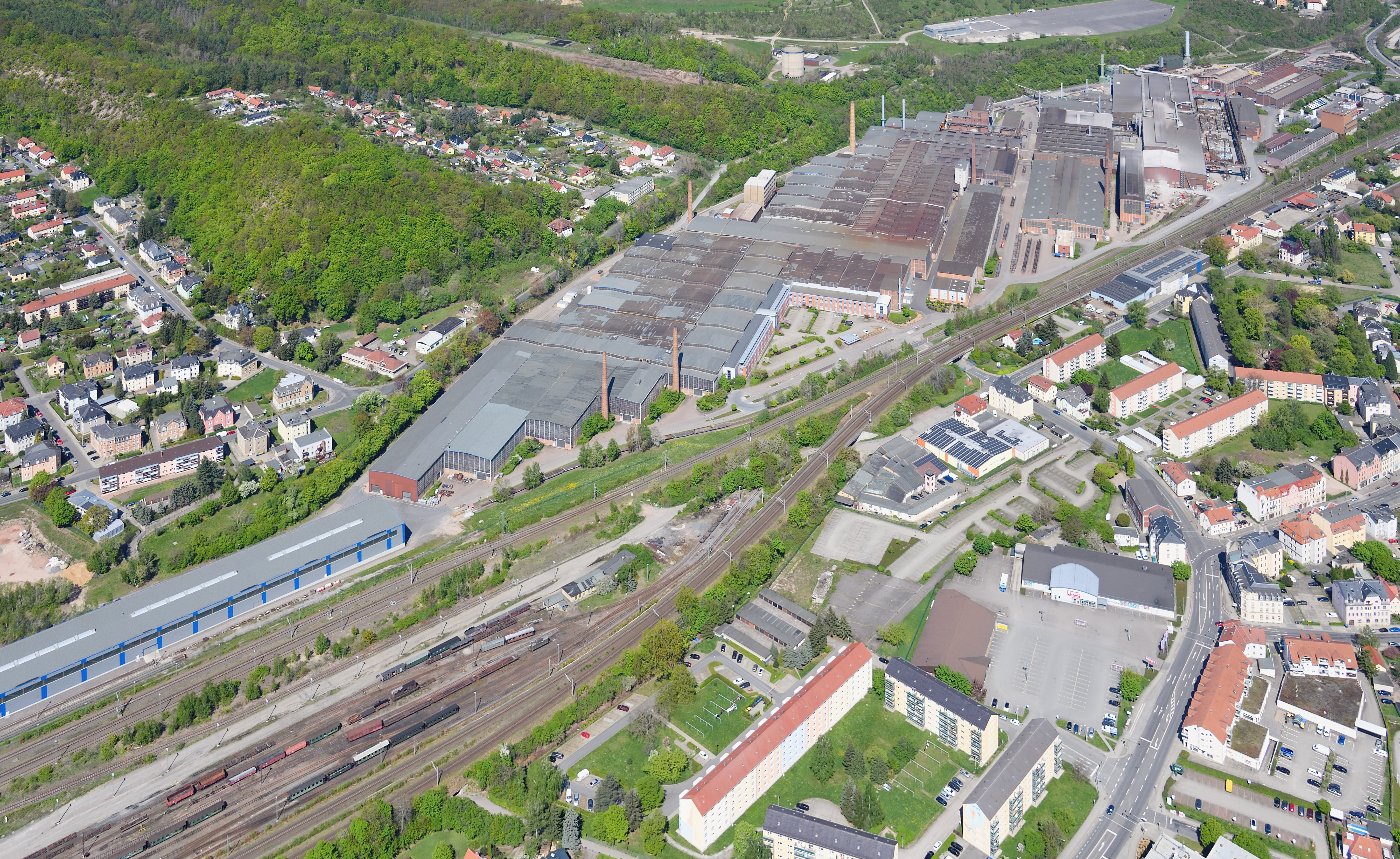
Luftbild des Werks (2025)

Die 1855 gegründete Sächsische Gußstahlfabrik in Döhlen entwickelte sich, begünstigt durch die Lage an der Bahnstrecke Dresden–Werdau (Albertbahn) und dem reichen Vorkommen von Kohle und Erz im Osterzgebirge und dem Döhlener Becken, schnell zu einem wirtschaftlich bedeutenden Unternehmen der Region. Im Jahr 1862 erfolgte die Umwandlung in eine Aktiengesellschaft unter der Firma Sächsische Gußstahl-Werke Döhlen AG. Die Fabrik- und Lagerhallen dehnten sich schnell über große Teile des Gebiets links der Weißeritz aus.
Nach dem Zweiten Weltkrieg – die 1921 aus Döhlen und zwei Nachbargemeinden gegründete Stadt Freital war von Bombenangriffen weitgehend verschont geblieben – wurde das Stahlwerk durch die Sowjetische Militäradministration in Deutschland vollständig demontiert. Ab 1947 begann der Wiederaufbau und Ausbau des Werks. Es entstand der VEB Edelstahlwerk „8. Mai 1945“, der zu DDR-Zeiten der größte Edelstahlproduzent des Landes wurde. Jährlich produzierte das Unternehmen etwa 300.000 Tonnen Walz- und Schmiedeprodukte. Im Freitaler Edelstahlwerk kamen der erste 30-Tonnen-Plasmaofen sowie der erste Elektronenstrahl-Mehrkammerofen der Welt zum Einsatz.
Zu Zeiten der DDR waren Jugendliche im Alter von 15 Jahren und 18 Jahren zur Zwangsarbeit in drei Schichten eingesetzt, die im angeschlossenen Jugendwerkhof „Junge Welt“ untergebracht waren. Oberhalb des Jugendwerkhofs befand sich eine Uranwaschanlage der SDAG Wismut. Heute ist der Bereich wegen der extrem hohen Strahlenbelastung gesperrt. Die Jugendlichen waren im Bereich des Edelstahlwerkes zu verschiedenen Arbeiten in der Schmiede und in der Qualitätssicherung rund um die Uhr eingesetzt.
Für die ungefähr 5.000 Angestellten wurde im Freitaler Stadtteil Zauckerode ein großes Neubaugebiet in Plattenbauweise errichtet. Noch heute erinnern Straßennamen wie „Straße der Stahlwerker“ an die früheren Bewohner des Viertels. Aber auch in den übrigen Stadtteilen, beispielsweise in Niederhäslich, kam es zur Errichtung größerer Neubausiedlungen. Als Betriebssportgemeinschaft des Werks wurde die BSG Stahl Freital gegründet. Wie andere Großbetriebe der DDR vergab das Unternehmen Aufträge an bildende Künstler der DDR, und es baute eine Sammlung von über 170 Werken der bildenden Kunst auf. U. a. wirkte Gottfried Bammes ab 1950 regelmäßig im Werk. 1958 wurde von der Werkleitung und der Betriebsgewerkschaftsleitung ein Kunstpreis gestiftet. Er sollte „eine im Werk oder in enger Beziehung zum Werk geschaffene Arbeit der bildenden Kunst belohnen“ und war zum Zeitpunkt der Stiftung mit 500 bis 1000 DM dotiert. Im Klub der Edelstahlwerker, dem betrieblichen Kulturhaus, gab es regelmäßig Veranstaltungen und Auftritte namhafter Künstler.
Bis 1973 war der Freitaler Betrieb Teil des VEB Qualitäts- und Edelstahlkombinat. Im Jahr 1973 wurde der VEB Edelstahlwerk „8. Mai 1945“ Freital zusammen mit dem VEB Stahl- und Walzwerk Gröditz aus dem Kombinat herausgenommen und dem VEB Rohrkombinat Riesa angegliedert. Diesem gehörte der Betrieb bis 1990 an.
Nach der Wende wurde aus dem Volkseigenen Betrieb 1990 die Sächsische Edelstahlwerke GmbH Freital (SEW). Zuerst war eine Privatisierung des Unternehmens durch die Thyssen AG angedacht. Als diese scheiterte, war 1992 seitens der Treuhandanstalt die Abwicklung des Edelstahlwerks vorgesehen. Diese konnte jedoch durch Protestaktionen der Stahlwerker verhindert werden. Trotzdem wurden viele Mitarbeiter entlassen und der Betrieb deutlich verkleinert. Arbeiteten 1992 noch 2.600 Menschen im Edelstahlwerk, waren es 1997 nur noch 640.
Der Unternehmer Rüdiger Winterhager aus Siegen übernahm die Sächsische Edelstahlwerke GmbH 1993. Daraufhin kaufte die SEW das Stammwerk Boschgotthardshütte O. Breyer GmbH. Neuer Unternehmenssitz wurde Freital. Danach begann die Sanierung der Produktionshallen und -maschinen. Unter anderem wurden eine moderne Stabstahl-Draht-Walzstraße und ein zweiter Drehtellerofen in Betrieb genommen. Viele der ehemaligen Produktions- und Lagerhallen des Edelstahlwerks wurden abgerissen, oder es fand sich ein neues Nutzungskonzept für die Gebäude. Ende 1997 waren rund 90 Prozent der Produktionsanlagen für 300 Millionen DM erneuert worden. Das Geschäftsjahr 1998 konnte erstmals seit der Wende mit Gewinn abgeschlossen werden. Danach brach der Umsatz wieder ein, sodass zwischen 2002 und 2003 sowie zwischen 2009 und 2010 auf Kurzarbeit ausgewichen werden musste.
Ende 2010 produzierte das Werk etwa 100.000 Tonnen Stahl pro Jahr. Es verfügt über die Möglichkeit der Herstellung von etwa 700 Sorten Stahl.